# Bryan Grant
Pour les articles homonymes, voir Grant.
Bryan Morel « Bitsy » Grant, Jr (25 décembre 1910 Atlanta, Géorgie - 5 juin 1986) est un joueur de tennis professionnel américain. Bryan Grant était surtout connu pour sa petite taille (1,62 m pour 52 kg), ainsi il fut le plus petit Américain à remporter un championnat international de tennis. Droitier, il était capable de battre de grands frappeurs tels que Donald Budge et Ellsworth Vines y compris sur gazon. His nickname was « Itsy Bitsy the Giant Killer » (Itsy Bitsy le tueur de géants).
Dans sa jeunesse, Grant était déjà une star en Football américain, basket-ball et tennis dans les établissements scolaires d'Atlanta. En 1929, il remporta le championnat de tennis de l’État de Géorgie (GIAA). Grant acquit une renommée nationale en tennis bien avant ses études à l'Université de Caroline du Nord à Chapel Hill en 1933. Durant la Seconde Guerre mondiale, il servit dans l'armée américaine sur le théâtre des îles du Pacifique près de la Nouvelle-Guinée. Les lettres qu'il écrivit à sa future femme attestent qu'il a combattu dans des tranchées pendant plusieurs mois, subissant des échanges de tirs lourds et répétés.
Grant était également membre du club automobile du Piedmont, ainsi, il eut le privilège d'accompagner Olivia de Havilland pour la première projection à Atlanta d' Autant en emporte le vent.
Il mourut à l'âge de 75 ans.

## Carrière
Entre 1930 et 1941, Grant ft classé à neuf reprises dans le top ten américain (USLTA), il fut ainsi classé troisième en 1935 et deuxième en 1936 (USLTA). Grant remporta 8 des 11 tournois auxquels il participa en 1935, et remporta tous ses matchs joués sur terre battue. Il remporta le championnat américain de terre battue à trois reprises (1930, 1934, 1935). Grant atteint les demi-finales du Championnat national des États-Unis en 1935, en battant la tête de série no 2 Donald Budge, mais perdit en 1936 au même stade de la compétition face au futur vainqueur Fred Perry. Il atteint les quarts de finale en 1937, perdant face à Gottfried von Cramm, performance qu'il réitéra l'année suivante.
Grant fut un soutien précieux à l'équipe des États-Unis de Coupe Davis en 1935, 1936 et 1937, l'aidant ainsi à remporter à nouveau ce prix en 1937 après 10 ans de disette. C'est à cette époque qu'il battit également dans des tournois majeurs Donald Budge, Frank Shields, et Wilmer Allison. Il atteint les quarts de finale à Wimbledon en 1936 et 1937, s'inclinant une nouvelle fois face à Fred Perry, puis Henry Austin. C'est également en 1937 que Grant et Wayne Sabin, furent classés troisième meilleure équipe de double américaine. Il remporta également le simple et le double messieurs au Tournoi de Cincinnati en 1933 et 1939.
Frank Shields, qui avait eu des problèmes relationnels avec d'autres joueurs, ainsi que des problèmes d'alcool,,, était réputé pour se moquer de Grant, déclarant que « le petit rasoir » se cachait derrière le filet. Shields ivre, le suspendit d'ailleurs, une nuit, à l'envers à travers la fenêtre de sa chambre d'hôtel.
Grant continua à jouer sur le circuit senior après la fin de sa carrière, remportant 19 titres américains en simple sur quatre surfaceswinning 19 U.S. singles titles on the four surfaces: gazon -45 ans (1956 et 1957), 55 ans (1965, 1966, 1967 et 1968); indoor 55 ans (1966); terre battue -45 ans (1959, 1960, 1961 et 1963), 55 ans (1965, 1966, 1967, 1968 et 1969), 65 ans (1976 et 1977); et dur -65 ans (1976).
Le plus grand centre de tennis d'Atlanta fut nommé en son honneur en 1954, et il fut intronisé au International Tennis Hall of Fame en 1972.

## Palmarès (partiel)

### Titres en simple messieurs
| No | Date       | Nom et lieu du tournoi                      | Catégorie | Surface | Finaliste      | Score                   |  |
| -- | ---------- | ------------------------------------------- | --------- | ------- | -------------- | ----------------------- |  |
| 1  | 1933       | Tournoi de tennis de Cincinnati, Cincinnati |           | NC      | Frank Parker   | 11-9, 6-2, 1-6, 7-5     |  |
| 2  | 1935       | Tournoi de tennis de River Oaks, Houston    |           | NC      | Wilmer Allison | 6-3, 1-6, 6-4, 6-4      |  |
| 3  | 1936       | Tournoi de tennis de River Oaks, Houston    |           | NC      | Wilmer Allison | 6-4, 4-6, 6-4, 6-0      |  |
| 4  | 05-04-1937 | Tournoi de tennis de River Oaks, Houston    |           | NC      | Wilmer Allison | 4-6, 6-3, 6-3, 7-5      |  |
| 5  | 1939       | Tournoi de tennis de Cincinnati, Cincinnati |           | NC      | Frank Parker   | 4-6, 6-3, 6-1, 2-6, 6-4 |  |

### Finales en simple messieurs
| No | Date       | Nom et lieu du tournoi                   | Catégorie | Surface | Vainqueur    | Score              |  |
| -- | ---------- | ---------------------------------------- | --------- | ------- | ------------ | ------------------ |  |
| 1  | 15-04-1940 | Tournoi de tennis de River Oaks, Houston |           | NC      | Bobby Riggs  | 7-5, 6-3, 7-5      |  |
| 2  | 21-04-1941 | Tournoi de tennis de River Oaks, Houston |           | NC      | Frank Kovacs | 6-4, 2-6, 7-5, 6-3 |  |